# Henri Tame Soumedjong
Henri Tame Soumedjong est un entrepreneur, industriel, homme d'affaires, nationaliste et personnalité politique camerounais. Il est militant de l'UPC aux premières heures de la nationaliste au Cameroun et -à son retour d'exil - parmi les premiers entrepreneurs camerounais dans la commercialisation et la transformation  des produits laitiers. 

## Biographie

### Enfance, éducation et débuts
Henri Tame Soumedjong est originaire de Bandenkop. Il est né le 18 mars 1936. Sa mère est Elisabeth Dibock. Son père, David Soumendjong, nationaliste Upéciste, éjecté dans le Noun durant le maquis du Cameroun alors que Henri est très jeune, est un prince à la cour royale Bandenkop. 
Henri grandit dans plusieurs familles d'accueil. 
Il fait ses études primaires et secondaires à Bandenkop, Nkongsamba et Douala. En Allemagne, il effectue sa formation universitaire et obtient un diplôme d'ingénieur en biochimie alimentaire à la Fachhochschule de Berlin. Il obtient un diplôme en commerce à l'école supérieure de gestion de Berlin Est en 1968.
Il sera en exil en Hollande en 1961 où il apprendra la production de yogourt dans la commune de Burgum.

### Carrière
Henri Tame Soumedjong commence sa carrière en 1969 comme chef de service adjoint au contrôle de qualité de l'entreprise Unilever à Amsterdam en Hollande. Il travaille pendant 3 années.
En 1976, il est sous-directeur commercial pour l'entreprise Argiles Industrielles du Cameroun à Yaoundé. L'année d'après, en 1977, il est directeur général de Mini Cap Frites à Yaoundé. En 1978, il devient directeur général de la société des Vivres Frais.

#### Entrepreneur
De 1979 à 1982, il se lance dans la fabrication de produits boulangers et pâtissiers avec la création de la boulangerie de Bastos. En parallèle il est directeur de Camyaourt à Yaoundé, qui fabrique des yaourts. Il est aussi promoteur de Glacier Dolce & Freddo à Yaoundé qui fabrique des crèmes glacées et représente De Caprigiani Italy. Il dirige aussi l'Helepac qui produit des emballages plastiques.
Il fonde l'entreprise Saplait en 1986, qui transforme le lait en poudre (matière première) en yaourt, beurre et fromage (produit fini pour la consommation).  De 1994 à 2008, il dirige Sotramilk Bamenda (Transformation du lait frais de vaches en yaourt et fromage),,,.
Ses deux entreprises subissent les conséquences de son soutien politique à l'opposition des années 1992 au Cameroun,. Il doit fermer Saplait en 1992, les yaourts produits étant suspendus à la consommation. Ses appels n'aboutiront pas.
En 2012, il est promoteur de Wood & Metal Company  à Douala (Transformation Et Commercialisation Des Bois Débités).

#### Politique
Connu sous maquis sous le nom de lutte de TAMO Henri alias Commandant Pengoyé Le Constant, alias Silla Sékou, alias Soumedjong, alias Kamga, 
Henri Tame Soumedjong est un activiste et nationaliste camerounais sympathisant de l'UPC et membre actif de l'ANLK au temps de la lutte pour l'indépendance. Militant actif, convaincu et nostalgique,  il a soutenu la renaissance de l’UPC en 1991.
Il prend très tôt la relève de son père en adhérant à l’UPC au début des années 50. Après les émeutes de 1955 à Douala qui se soldent par l’interdiction de l’UPC, Henri Tamé intègre la branche armée clandestine créée par Um Nyobe sous l’appellation de CNO (Comité National d’Organisation) qui deviendra l’'ALNK. Il est nommé Commandant du « Grand quartier » par le Chef d’État-major Foé Gorgon. Il est alors est chargé de l’organisation du TMC (Territoire militaire du centre) qui s’étend de Yaoundé jusqu’au maquis de Djoum via Sangmélima. Arrêté à Ebolowa, il est jugé à Yaoundé et condamné à la prison à perpétuité. 
À la veille de l’indépendance du Cameroun Oriental en 1960, il bénéficie de la loi d’amnistie promulguée par Ahmadou Ahidjo. Libéré, il rentre dans la clandestinité jusqu’à son départ pour l’exil en Europe d’où il reviendra en 1972 à la faveur de l’appel du Président Ahidjo. Il sera arrêté à son retour et emprisonné à la BM avant d’être définitivement libéré en 1975 pour fonder sa famille et se lancer dans les affaires. 

### Distinctions et Œuvres sociales
Il participe à la construction d'infrastructures à Denkeng / Badenkop (Foyer, Centres de formation, Eglise),. 
Il est par ailleurs :
- Promoteur de la Fepec (Fédération de la petite entreprise et du commerce au Cameroun)[13],[14],[15],[16],[17],
- Président de la Fenac (Fédération nationale des associations des PME du Cameroun),
- Membre du Ccima (Chambre de commerce, de l’industrie, des Mines et de l’artisanat du Cameroun),
- Membre fondateur de Cesodes Bandenkop,
- Membre de plusieurs tontines d'affaires et associations d'élites Bamiléké.

### Vie privée
De retour d'un long séjour à l’étranger, il épousera successivement Lisette Mbouche, Monique Kembou et Madeleine Noumbi. Il a 10 enfants biologiques des enfants adoptés et vingt-cinq petits-enfants. 
Il meurt le 18 mai 2021 à l’Hôpital Général de Yaoundé de maladie.